# داگ کول
داگ کول (انگلیسی: Doug Cole؛ ۲ ژوئیه ۱۹۱۶ – ۳۰ ژانویهٔ ۱۹۵۹) بازیکن فوتبال بود.